# Jiří Hynek
Jiří Hynek (ur. 20 grudnia 1960 w Uściu nad Łabą) – czeski przedsiębiorca, menedżer i polityk, kandydat w wyborach prezydenckich w 2018.

## Życiorys
Ukończył szkołę średnią w Kolínie, następnie studia informatyczne na Uniwersytecie Karola w Pradze. Doktoryzował się na tej samej uczelni w 1988. Pracę zawodową rozpoczynał jako w oddziale Tesli w Kolínie, później zatrudniony jako programista-analityk. Na początku lat 90. założył firmę informatyczną SOPOS w Karlowych Warach. Od 1992 obejmował szereg stanowisk dyrektorskich i menedżerskich w różnych przedsiębiorstwach (m.in. w Pradze). Został prezesem i dyrektorem wykonawczym Asociace obranného a bezpečnostního průmyslu ČR, stowarzyszenia czeskiego przemysłu obronnego i bezpieczeństwa.
W 2016 należał do założycieli ugrupowania Realisté, z ramienia którego w 2017 bez powodzenia kandydował do parlamentu. W tym samym roku zarejestrował swoją kandydaturę w wyborach prezydenckich przewidzianych na styczeń 2018. Umożliwiło mu to zebranie podpisów należących do różnych ugrupowań 29 członków Izby Poselskiej. W pierwszej turze głosowania z 12 i 13 stycznia 2018 otrzymał 1,2% głosów, zajmując 7. miejsce wśród 9 kandydatów.
Członek Mensa International.